# ارتش جایگزینی

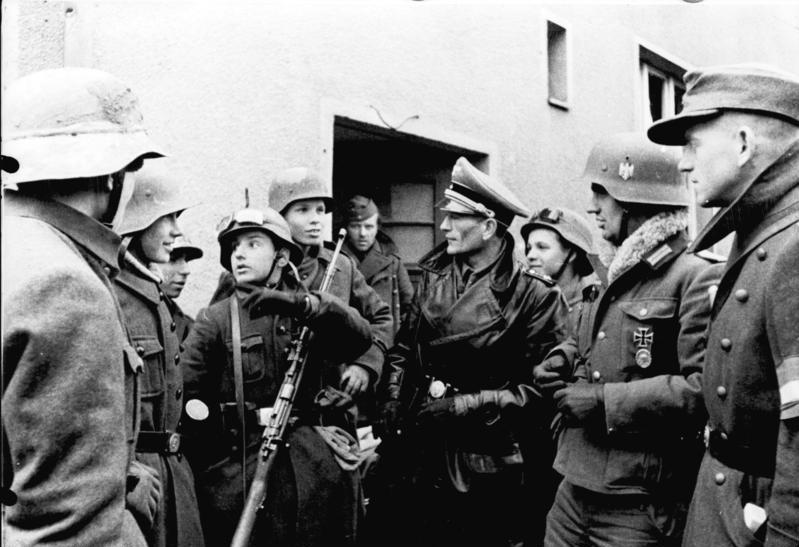
ارتش جایگزینی

ارتش جایگزینی (به آلمانی: Ersatzheer) بخشی از نیروی زمینی آلمان در طول جنگ جهانی اول و جنگ جهانی دوم بود. ارتش جایگزینی در داخل آلمان مستقر بود و شامل یگان‌های فرماندهی و اداری و همچنین نیروهای آموزشی و نگهبانی بود. نقش اصلی آن ارائه جایگزینی برای لشکرهای رزمی نیروی زمینی بود.

## سازمان
| منطقه نظامی   | یگان                     | قرارگاه        |
| ------------- | ------------------------ | -------------- |
| ۱ (کونیگسبرگ) | لشکر ۱۴۱ام جایگزینی      | کونیگسبرگ      |
| ۱ (کونیگسبرگ) | لشکر ۱۵۱ام جایگزینی      | آلنشتاین       |
| ۱ (کونیگسبرگ) | ستاد ۴۰۱ لشکر اداری ویژه | کونیگسبرگ      |
| ۲ (اشتتین)    | لشکر ۱۵۲ام جایگزینی      | اشتتین         |
| ۲ (اشتتین)    | لشکر ۱۹۲ام جایگزینی      | روستوک         |
| ۲ (اشتتین)    | ستاد ۴۰۲ لشکر اداری ویژه | اشتتین         |
| ۳ (برلین)     | لشکر ۱۴۳ام جایگزینی      | فرانکفورت/اودر |
| ۳ (برلین)     | لشکر ۱۵۳ام جایگزینی      | پوتسدام        |
| ۴ (درسدن)     | لشکر ۱۵۴ام جایگزینی      | درسدن          |
| ۴ (درسدن)     | لشکر ۱۷۴ام جایگزینی      | کمنیتس         |
| ۴ (درسدن)     | ستاد ۴۰۴ لشکر اداری ویژه | درسدن          |
| ۵ (اشتوتگارت) | لشکر ۱۵۵ام جایگزینی      | اشتوتگارت      |
| ۵ (اشتوتگارت) | لشکر ۱۶۵ام جایگزینی      | اولم           |
| ۶ (مونستر)    | لشکر ۱۵۶ام جایگزینی      | تورن           |
| ۶ (مونستر)    | لشکر ۱۶۶ام جایگزینی      | البینگ         |
| ۶ (مونستر)    | ستاد ۴۰۶ لشکر اداری ویژه | مونستر         |
| ۷ (مونشن)     | لشکر ۱۴۷ام جایگزینی      | آوکسبورک       |
| ۷ (مونشن)     | لشکر ۱۵۷ام جایگزینی      | مونشن          |
| ۷ (مونشن)     | ستاد ۴۰۷ لشکر اداری ویژه | مونشن          |
| ۸ (برسلاو)    | لشکر ۱۴۸ام جایگزینی      | گلایویتس       |
| ۸ (برسلاو)    | لشکر ۱۵۸ام جایگزینی      | لیگنیتس        |
| ۸ (برسلاو)    | ستاد ۴۰۸ لشکر اداری ویژه | برسلاو         |
| ۸ (برسلاو)    | ستاد ۴۳۲ لشکر اداری ویژه | کاتوویتس       |
| ۹ (کاسل)      | لشکر ۱۵۹ام جایگزینی      | فرانکفورت/ماین |
| ۹ (کاسل)      | لشکر ۱۷۹ام جایگزینی      | وایمار         |
| ۹ (کاسل)      | ستاد ۴۰۹ لشکر اداری ویژه | کاسل           |
| ۱۰ (هامبورگ)  | لشکر ۱۶۰ام جایگزینی      | هامبورگ        |
| ۱۰ (هامبورگ)  | لشکر ۱۸۰ام جایگزینی      | برمن           |
| ۱۰ (هامبورگ)  | ستاد ۴۱۰ لشکر اداری ویژه | هامبورگ        |
| ۱۱ (هانوفر)   | لشکر ۱۷۱ام جایگزینی      | هانوفر         |
| ۱۱ (هانوفر)   | لشکر ۱۷۱ام جایگزینی      | براونشوایک     |
| ۱۱ (هانوفر)   | ستاد ۴۱۱ لشکر اداری ویژه | هانوفر         |